# Pierre Prévost
Pierre Prévost (Genf, 1751. március 3. – Genf, 1839. április 8.) svájci filozófus és fizikus.

## Élete
Egy protestáns lelkész fiaként született Genfben, ahol papi pályára készült.
Korán felhagyott a lelkészi pályával: jogot kezdett tanulni, és egyéb tanulmányokba kezdett.
Közeli barátja volt Jean-Jacques Rousseau, később Dugald Stewart. Euripidész fordítójának és értelmezőjének tartotta magát.
1780-ban a filozófia professzora lett, valamint a berlini Tudományos Akadémia tagja. Itt megismerkedett az olasz születésű Joseph Louis Lagrange-zsal, akinek hatására a fizikai tudományok felé fordult.
Néhány évig politikai gazdaságtannal és szépművészettel is foglalkozott, ekkor írta a Berlin Memoirst, mely a költészetről szóló disszertáció.
Eközben megmaradt a filozófia professzorának Genfben, majd 1810-ben fizika tanszéket kapott.
1839-ben halt meg Genfben.

## Munkássága
Munkássága igen sokrétű volt. Számos publikációja ismert a filológia, a filozófia, a politikai gazdaságtan és a fizika területén.
Ismertebb publikációi Georges-Louis Le Sage fizikusi munkásságának a saját hozzájárulásával történő ismertetése, valamint a sugárzási törvényekkel kapcsolatos művei, továbbá: De l'Origine des forces magnetiques (1788), Mémoire sur l'Equilibre du feu (Értekezés a fénytanról, 1791), Recherches physico-mecaniques sur la chaleur (Hőtani kutatások, 1792) és Essai sur le calorique rayonnant (Értekezés a hőtani sugárzásról, 1809).

## Prévost tétele
Amiért ma is ismert nemzetközileg, az az úgynevezett 1791-ben felállított Prévost-tétel. Eszerint hőmérsékletétől függetlenül minden test bocsát ki magából hőt.
Ezt a William Thomson Kelvin által később bevezetett hőmérsékleti skálával és az elektromágneses hullámok ismeretében ma a következőképpen fogalmazzuk meg:
minden T > 0 K hőmérsékletű test a környezet hőmérsékletétől függetlenül bocsát ki elektromágneses sugárzást, amit hőmérsékleti sugárzásnak nevezünk.